# Biberach, Baden
Biberach (phát âm tiếng Đức: [ˈbiːbəʁax] ⓘ, Hạ Alemannic: Biibere) là một thị xã nằm ở huyện Ortenaukreis thuộc bang Baden-Württemberg, Đức.

## Danh sách thị trưởng
- 1892–1904: Gustav Isidor Schweiß
- 1904–1913: Josef Ringwald
- 1913–1921: Gustav Karl Schweiß
- 1921–1923: Franz Xaver Jehle
- 1924–1930: Leonhard Willmann
- 1930–1935: Josef Himmelsbach
- 1935–1943: Dr. Theodor Seiberlich
- 1943–1946: Johann Dürrholder
- 1946–1953: Hermann Kühn
- 1953–1974: Karl Allgeier
- 1974–1998: Wolfgang Bösinger
- 1998–2014: Hans Peter Heizmann
- since 2014: Daniela Paletta